# Netley Castle
Netley Castle är ett slott i Storbritannien.   Det ligger i grevskapet Hampshire och riksdelen England, i den södra delen av landet, 110 km sydväst om huvudstaden London. Netley Castle ligger 9 meter över havet.
Terrängen runt Netley Castle är platt.  Närmaste större samhälle är Southampton, 4,3 km nordväst om Netley Castle. 